# Sphyrapicus
Sphyrapicus – rodzaj ptaków z podrodziny dzięciołów (Picinae) w rodzinie dzięciołowatych (Picidae).

## Zasięg występowania
Rodzaj obejmuje gatunki występujące w Ameryce Północnej.

## Morfologia
Długość ciała 19–23 cm; masa ciała 35–64 g.

## Systematyka

### Etymologia
- Pilumnus: w mitologii rzymskiej Pilumnus był bratem Picumnusa, personifikacją dzięcioła i towarzyszem Marsa[6]. Gatunek typowy: Picus thyroideus Cassin, 1852; młodszy homonim Pilumnus Leach, 1815 (Crustacea).
- Sphyrapicus: gr. σφυρα sphura „młotek, knypel”; późnogr. πικος pikos „dzięcioł”, od łac. picus „dzięcioł”[6].
- Campoborus: gr. καμπη kampē „gąsienica”; -βορος -boros „pożerający”, od βιβρωσκω bibrōskō „pożerać”[6]. Gatunek typowy: Picus thyroideus Cassin, 1852.
- Cladoscopus: gr. κλαδος klados „gałązka”; σκοπος skopos „obserwator”, od σκοπεω skopeō „obserwować”[6]. Nowa nazwa dla Sphyrapicus Baird, 1858 ze względu na puryzm; młodszy homonim Cladoscopus Reichenbach, 1853[a] (Dendrocolaptidae).

### Podział systematyczny
Do rodzaju należą następujące gatunki:
- Sphyrapicus thyroideus (Cassin, 1852) – oskomik ciemnogłowy
- Sphyrapicus varius (Linnaeus, 1766) – oskomik czerwonogardły
- Sphyrapicus nuchalis S.F. Baird, 1858 – oskomik pstrogłowy
- Sphyrapicus ruber (J.F. Gmelin, 1788) – oskomik czerwonogłowy